# 영주에프엠방송
사단법인 영주에프엠방송은 경상북도 영주시를 방송권역으로 하는 대한민국의 공동체 라디오 방송국이다.

## 방송국 허가 내용
- 시설자명 : (사)영주에프엠방송
- 이사장 : 송석영
- 허가번호 : 11200560-0002499
- 방송국명 : 영주소출력FM방송국
- 호출부호 : HLMA-LFM-6001
- 연주소 : 경상북도 영주시 영주로 209-1
- 송신소 : 경상북도 영주시 대동로31번길 9 (영주자인병원)
- 주파수 : 89.1㎒
- 전파형식 : 260KF8EHF
- 출력 : 10W

## 연혁
- 2004년 10월 15일 영주소출력라디오방송 시범사업자 공모 신청
- 2004년 12월 11일 영주에프엠방송 창립총회
- 2005년 4월 12일 실용화시험국 개설 허가
- 2005년 5월 2일 영주에프엠방송 시험방송 시작
- 2005년 9월 9일 개국
- 2009년 8월 14일 정규사업 허가에 따른 시범사업 종료 (대구전파관리소고시 제2009-001호)[1]
- 2009년 8월 15일 정규사업 허가, 정식 지상파 방송 허가 인가